# Colomán Széll
Colomán Széll de Duka y Szentgyörgyvölgy, (en húngaro: dr. dukai és szentgyörgyvölgyi Széll Kálmán), político y primer ministro húngaro a finales del siglo xix y comienzos del siglo xx, miembro del Partido Liberal.

## Comienzos: ministro de Finanzas

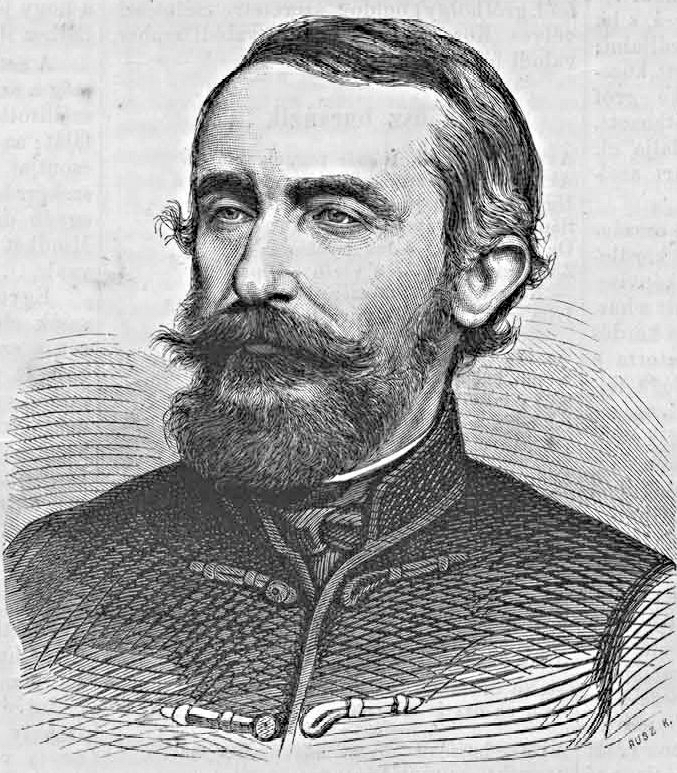
Colomán Tisza, fundador y dirigente del Partido Liberal, en cuyo gobierno Széll desempeñó el cargo de ministro de Finanzas con destreza.

Kálmán Széll nació en el seno de la familia noble húngara Széll de Duka et Szentgyörgyvölgy. Su padre fue József Széll de Duka et Szentgyörgyvölgy (1801–1871), főispán suplente del condado de Vas, representante de su provincia en la asamblea real húngara; su madre fue Julianna Bertha de Felsőeőr (1817–1873). Entre sus ilustres ancestros se hallaba su bisabuelo materno, el noble húngaro József Sümeghy de Lovász et Szentmargita (1757–1832), consejero real de la reina María Teresa, alispán del condado de Zala, terrateniente. Kálmán Széll casó el 16 de septiembre de 1867 con la joven noble húngara Ilona Vörösmarty (1846–1910), hija del poeta y dramaturgo húngaro Mihály Vörösmarty (1800–1855). 
Széll fue ministro de Finanzas, considerado hábil, en el gobierno del fundador del Partido, Colomán Tisza. Junto con el primer ministro, hubo de afrontar una renovación del acuerdo económico con Austria menos favorable a Hungría que el original de 1867, lo que redujo el apoyo al partido pero impulsó la industrialización y el desarrollo de las comunicaciones en Hungría como medio para equilibrar el peso de las dos mitades del Imperio austrohúngaro en las futuras negociaciones.
Se le consideraba un representante típico de la baja nobleza desposeída de tierras que pasó a formar el grueso de la nueva administración pública durante los cambios de finales del siglo XIX.
En el invierno de 1899 sucedió al duro Dezső Bánffy, presentando un programa de gobierno vago pero apaciguador, prometiendo un regreso al gobierno mediante el "Derecho, la Ley y la Justicia", tras un periodo de tensas disputas con la oposición.

## Gobierno
Széll, famoso por sus dotes conciliadoras y considerado como moderado, hábil y educado, llevó a cabo la reconciliación entre los partidarios tradicionales del Partido Liberal, los disidentes de 1898 y los partidarios del conde Albert Apponyi. Con excelentes contactos en la reducida alta sociedad húngara de entresiglos y una dilatada experiencia en cargos gubernamentales y en la banca, Széll logró serenar la vida política respecto a los años anteriores del gobierno del barón Dezső Bánffy.
Su gobierno no ejerció la tradicional presión en las elecciones de 1901, aunque hubo manipulaciones a nivel local. El Partido Liberal obtuvo la mayoría absoluta pero aumentaron los representantes de la oposición, miembros del Partido del 48 y del Partido Popular. Széll, consciente de que la oposición no habría admitido un cambio radical del reglamento parlamentario que eliminase la posibilidad de obstruir los procedimientos por las minorías parlamentarias, realizó una modificación moderada, que no la eliminó.
En mayo de 1901 aprobó, contra la opinión Esteban Tisza pero con el respaldo del partido, la ley de incompatibilidades que obligó a numerosos políticos a abandonar sinecuras en empresas y bancos a los que prestaban su imagen a cambio de generosos estipendios.
En 1902 logró renovar el concierto económico con Austria, en la que los intereses agrarios húngaros quedaron bien parados.

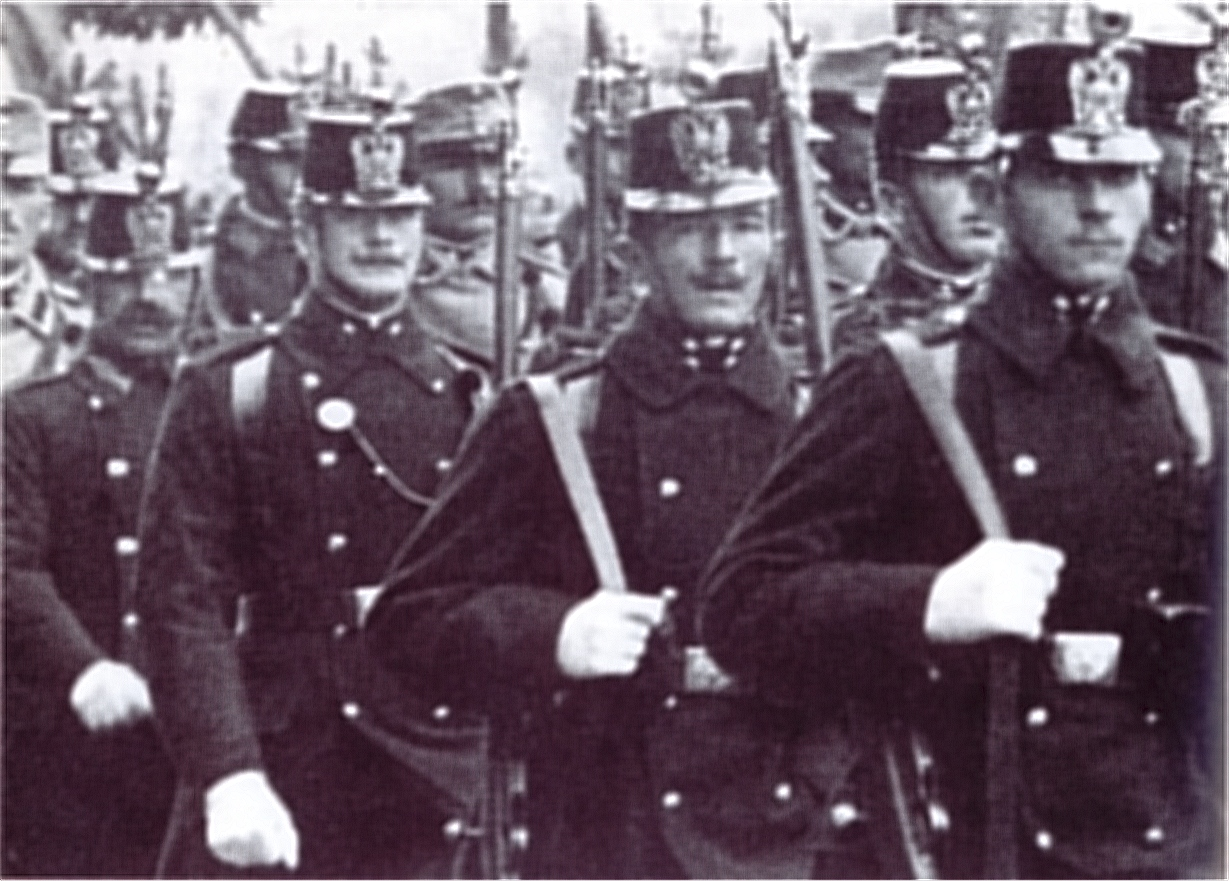
Tropas austrohúngaras: el gabinete de Széll cayó por la desavenencia entre el emperador Francisco José y la oposición húngara respecto al ejército común austrohúngaro.

Su gobierno se caracterizó por una gestión moderada que benefició a los intereses de los industriales y los terratenientes, sin realizar reformas importantes ni mejorar la situación de los jornaleros y los pequeños propietarios rurales. Apenas se aprobó un subsidio por enfermedad para los jornaleros sin tierra en 1900. La suerte de los trabajadores industriales tampoco mejoró, y continuó la dura persecución del movimiento socialista comenzado por su predecesor en el gobierno.
Su espíritu de acuerdo entre las clases privilegiadas húngaras y las distintas facciones parlamentarias no contó con el apoyo de la futura principal del partido, Esteban Tisza, que veía las muestras de flexibilidad de Széll con escepticismo. Tisza consideraba que la única manera de lograr un gobierno eficaz era modificar el reglamento parlamentario para que la mayoría pudiese imponer su política sin que la oposición pudiese utilizarlo como medio de obstrucción.
Respecto a las minorías, suavizó la dura política de su predecesor, recibiendo en este tema el apoyo de Tisza.
La política conciliatoria de Széll le mantuvo al frente del Gobierno hasta que sus dotes de mediador fallaron ante una crisis de gran calado entre las dos mitades del Estado austrohúngaro en enero de 1903. En ese mes el ministro de Defensa solicitó un incremento moderado del número de reclutas que habrían de servir en el ejército. Esta petición se encontró con las demandas tanto de Apponyi como de los diputados del 48, que exigieron una serie de modificaciones en los reglamentos del ejército para darle un carácter más magiar. Las demandas de estos últimos casi equivalían a exigir un ejército húngaro separado, y los diputados retomaron sus acciones de obstrucción parlamentaria, impidiendo la aprobación del presupuesto para ese año. Los intentos de conciliación de Széll fracasaron, presentando este su dimisión el 16 de junio de 1903.
El ministro de Defensa recomendó al emperador encargar la formación del nuevo gobierno a Tisza, dispuesto a acabar con el caos parlamentario pero sus planes de mano dura contra la oposición le impidieron recabar los apoyos suficientes para formar un gabinete, siendo Carlos Khuen-Héderváry, el anterior ban de Croacia y hombre con fama de buen negociador, quien finalmente sucedió a Széll al frente del gobierno.

## Tras el gobierno

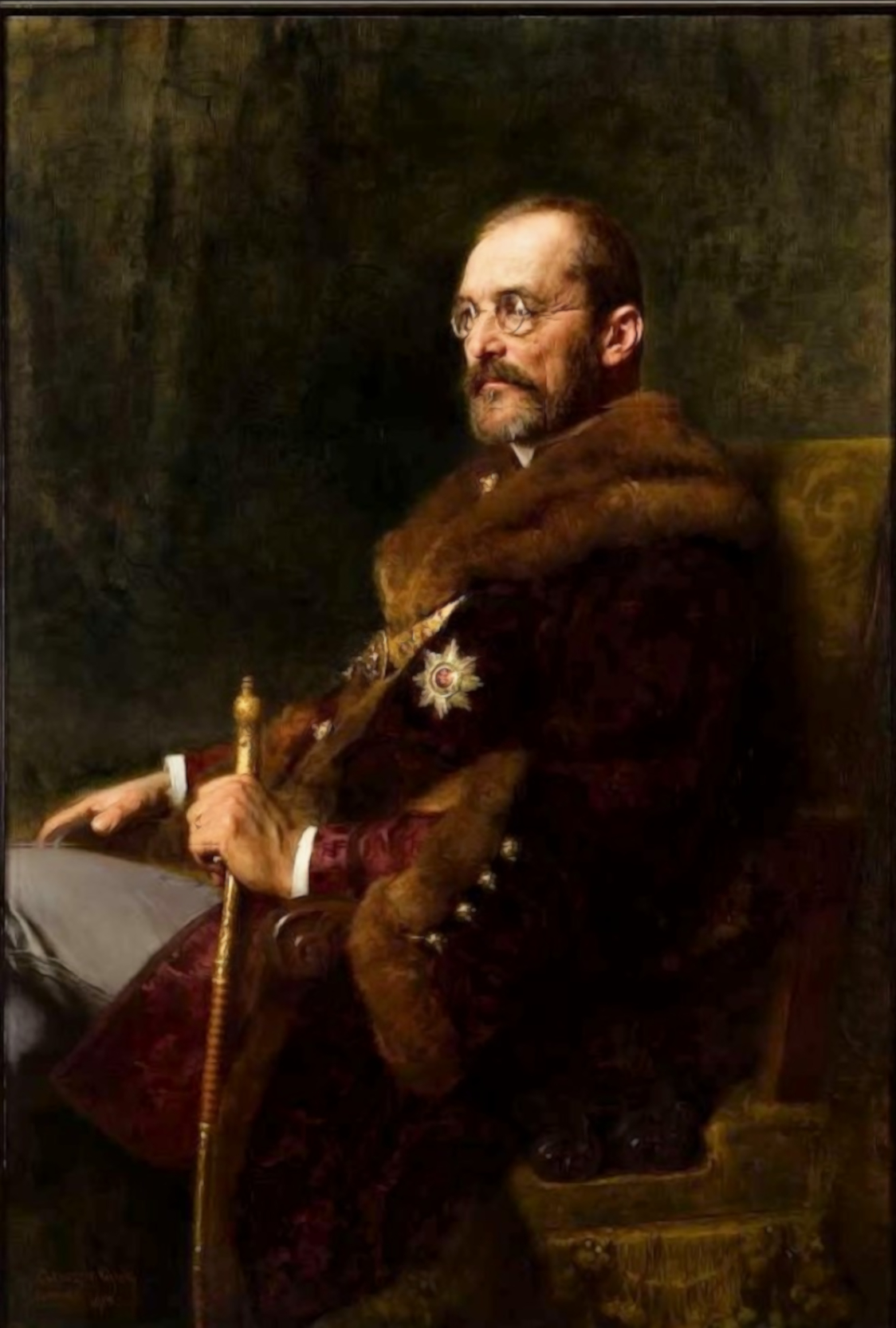
Esteban Tisza, hijo de Colomán Tisza y principal figura del Partido Liberal a comienzos del siglo, con el que Széll acabó distanciándose por no compartir sus métodos drásticos contra la oposición.

Széll formó parte del comité de nueve miembros que poco después presentó una nueva propuesta de modificación de los estatutos del ejército que, tras ciertos cambios propiciados por Tisza, fueron aceptados por el emperador y le valieron a Tisza suceder al frente del Gobierno a Khuen-Héderváry a comienzos de noviembre.
El Partido, al tomar el gobierno Tisza, recuperó parte del entusiasmo que las concesiones de Széll hacia los partidarios de Apponyi y Andrássy habían menguado.
A finales de 1904, se contó entre los miembros destacados del partido que se opusieron a la política de conflicto frontal de Tisza con la oposición sobre la modificación del reglamento del Parlamento para acabar con la posibilidad de estorbar la aprobación de las leyes por parte de las minorías parlamentarias. Esta postura puso de manifiesto la decadencia del partido. Tras la votación del 18 de noviembre de 1904 que dificultaba esta opción para la oposición se desencadenó la crisis en el Partido, abandonándolo Andrássy y sus partidarios y renunciando Széll a su escaño. Ambos justificaron su acción por considerar la acción de Tisza como una infracción del reglamento, creándose inmediatamente una coalición opositora formada por la antigua oposición y los miembros del Partido Liberal que se distanciaron de Tisza.